# Коммунистическая партия Филиппин (1930)
Коммунистическая партия Филиппин (таг. Partido Komunista ng Pilipinas) — филиппинская политическая партия, которая придерживается марксистско-ленинской идеологии. За свою историю КПФ неоднократно подвергалась преследованиям и репрессиям со стороны властей, до начала 90-х годов действовала в подполье. В настоящее время партия малочисленна и не имеет влияния на политической арене страны. КПФ издает ежемесячное печатное издание «Sulong!» («Вперёд!») и ежемесячную газету «Коммунист» (таг. Ang Komunista).

## История партии
КПФ была создана 26 августа 1930 года по инициативе профсоюзного деятеля Крисанто Эванхелиста на базе созданной в 1924 году Прогрессивной рабочей партии (председатель — Антонио Ора), придерживавшейся марксистских идей. Партия официально была провозглашена на годовщину Октябрьской революции 7 ноября 1930 года на массовом митинге в Маниле. Кадры для партии выходили преимущественно из профсоюзного движения. Кроме того, она отправляла филиппинских студентов на обучение в Коммунистический университет трудящихся Востока в СССР.
Первый съезд КПФ, прошедший в 1931 году, принял программу и устав партии, которые провозгласили социалистическую революцию конечной целью партии. В 1935 году вступила в Коминтерн на его VII конгрессе.
26 октября 1932 года была запрещена Верховным судом и ушла в подполье, создав в качестве легальной надстройки Социалистическую партию под началом Педро Абада Сантоса. После легализации в 1938 официально объединилась с ней. Кроме них, существовала также Китайская коммунистическая партия Филиппин для этнических китайцев, ориентировавшаяся на Компартию Китая. На протяжении 1930-х большая часть руководителей коммунистов были репрессированы или изгнаны из страны.
В 1942 году в условиях Второй мировой войны КПФ создала Народную антияпонскую армию — Хукбалахап, боровшуюся против японских оккупантов. Она привлекала многих крестьян своими антиимпериалистическими лозунгами и к концу 1942 года освободила целые районы Центрального Лусона и временно установила там свою власть. После окончания Второй мировой войны разгромом Японии, в сентябре 1945 года НАА самораспустилась.
После войны легализована, участвовала в выборах. Под руководством КПФ был создан Конгресс рабочих организаций (1945) и Национальный крестьянский союз (1946). Однако легальное существование в независимых Филиппинах длилось недолго.
Хотя V съезд КПФ прошёл в 1946 году легально, уже в 1948 году партия снова была запрещена и начала вооружённую партизанскую борьбу против правительства. Вследствие массовых арестов и боевых потерь погибло почти всё руководящее ядро КПФ. В 1953 году остатки руководства партии безуспешно обращались к властям с предложением мирных переговоров.
В 1956 году принято решение о роспуске партизанских отрядов и переходе к мирным средствам борьбы, что вызвало недовольство прокитайски настроенных маоистских кадров. В 1967 году они были исключены и в следующем году на день рождения Мао Цзэдуна создали свою «КПФ идей Мао Цзэдуна» во главе с молодёжным и крестьянским лидером, поэтом и преподавателем Хосе Марией Сисоном, продолжившую вооружённую борьбу.
С 1974 года КПФ действовала полулегально. Ныне является незначительной непарламентской партией.
КПФ одобрила генеральную линию международного коммунистического движения, выработанную международными Совещаниями коммунистических и рабочих партий (1957, 1960, 1969, Москва).
В декабре 1986 года состоялся первый легальный с 1946 года съезд партии, на котором «несмотря на различия в тактике отдельных отрядов революционного движения» была поставлена задача создания «широкого антиимпериалистического фронта […] учитывая размах антидемократического наступления» в стране.

## Руководители
Генеральные секретари
- Крисанто Эванхелиста 1930—1933, 1936—1937
- Гильермо Кападосия 1937—1941
- Висенте Лава январь 1942 — сентябрь 1944
- Мариано Бальгос до 1948
- Хосе Лава май 1948 — октябрь 1950
- Хесус Лава 1950—1964 (1970)
- Фелисисимо Макапагаль 1970—1986
- Мерлин Магальона 1986—1993 ?
- Педро Багиса ноябрь 1993 — май 2009
- Антонио Парис с 2009

Председатели
- Антонио Ора 1930—1931
- Крисанто Эванхелиста 1938 — январь 1942

## Съезды партии
- I съезд — май 1931
- II съезд — март 1935
- III съезд — 29-31 октября 1938, Манила
- IV съезд — 1940
- V съезд — 25 февраля — 4 марта 1946, Манила
- VI съезд — январь 1973, провинция Булакан
- VII съезд — 30-31 июля 1977, Малолос, Кесон-Сити
- VIII съезд — 1980
- IX съезд — 30 декабря 1986, Кабиао, провинция Нуэва-Эсиха
- X съезд — 7 ноября 1993, Кабанатуан
- XI съезд — 7 ноября 1998, Сан-Исидро, провинция Нуэва-Эсиха
- XII съезд — 7 ноября 2003, Кесон-Сити
- XIII съезд — 7 ноября 2008, Малолос